# Musique de la guerre de Sécession
 (février 2024).
La mise en forme du texte ne suit pas les recommandations de Wikipédia : il faut le « wikifier ».
Les points d'amélioration suivants sont les cas les plus fréquents. Le détail des points à revoir est peut-être précisé sur la page de discussion.
- Les titres sont pré-formatés par le logiciel. Ils ne sont ni en capitales, ni en gras.
- Le texte ne doit pas être écrit en capitales (les noms de famille non plus), ni en gras, ni en italique, ni en « petit »…
- Le gras n'est utilisé que pour surligner le titre de l'article dans l'introduction, une seule fois.
- L'italique est rarement utilisé : mots en langue étrangère, titres d'œuvres, noms de bateaux, etc.
- Les citations ne sont pas en italique mais en corps de texte normal. Elles sont entourées par des guillemets français : « et ».
- Les listes à puces sont à éviter, des paragraphes rédigés étant largement préférés. Les tableaux sont à réserver à la présentation de données structurées (résultats, etc.).
- Les appels de note de bas de page (petits chiffres en exposant, introduits par l'outil «  Source ») sont à placer entre la fin de phrase et le point final[comme ça].
- Les liens internes (vers d'autres articles de Wikipédia) sont à choisir avec parcimonie. Créez des liens vers des articles approfondissant le sujet. Les termes génériques sans rapport avec le sujet sont à éviter, ainsi que les répétitions de liens vers un même terme.
- Les liens externes sont à placer uniquement dans une section « Liens externes », à la fin de l'article. Ces liens sont à choisir avec parcimonie suivant les règles définies. Si un lien sert de source à l'article, son insertion dans le texte est à faire par les notes de bas de page.
- La présentation des références doit suivre les conventions bibliographiques. Il est recommandé d'utiliser les modèles {{Ouvrage}}, {{Chapitre}}, {{Article}}, {{Lien web}} et/ou {{Bibliographie}}. Le mode d'édition visuel peut mettre en forme automatiquement les références.
- Insérer une infobox (cadre d'informations à droite) n'est pas obligatoire pour parachever la mise en page.

Pour une aide détaillée, merci de consulter Aide:Wikification.
Si vous pensez que ces points ont été résolus, vous pouvez retirer ce bandeau et améliorer la mise en forme d'un autre article.

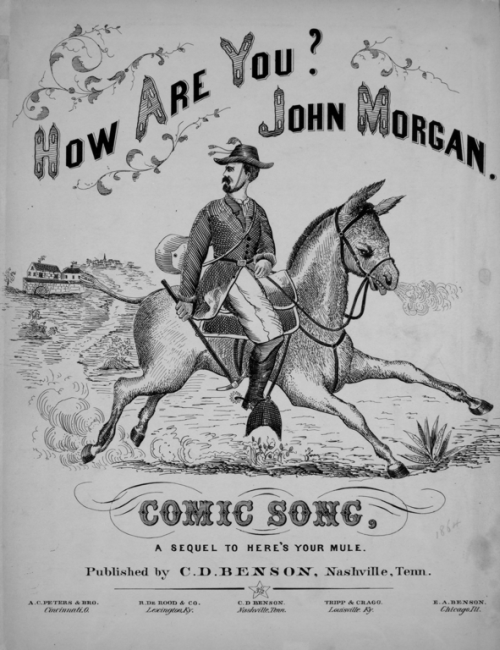
Couverture type d'une partition, avec des chansons représentant des personnalités de l'époque, comme John Hunt Morgan.

Pendant la guerre de Sécession, la musique joue un rôle de premier plan dans les deux camps du conflit, l'Union (le Nord) et la Confédération (le Sud). Sur le champ de bataille, différents instruments comme les clairons, les tambours et les fifres, sont joués pour donner des ordres de marche ou parfois, plus simplement, pour remonter le moral des camarades. Le chant est également utilisé, non seulement comme activité récréative, mais aussi comme moyen de se libérer des tensions inévitables qui accompagnent les combats en temps de guerre. Au camp, la musique constitue une diversion loin des effusions de sang, aidant les soldats à faire face au mal du pays et à l'ennui. Les soldats des deux côtés s'adonnent souvent à des activités récréatives avec des instruments de musique, et lorsque les armées adverses sont proches l'une de l'autre, il arrive parfois que des groupes de musique des deux camps jouent l'un contre l'autre la nuit précédant une bataille.
Chaque camp a ses airs préférés, mais certaines musiques sont appréciées aussi bien des nordistes que des sudistes, comme en témoigne l'amour du président américain Abraham Lincoln pour « Dixie », l'hymne non officiel de la Confédération. À ce jour, nombre de ces chansons sont chantées comme morceaux patriotiques. Par la suite, les musiques de cette guerre inspirent également des artistes tels que Lynyrd Skynyrd et Elvis Presley.

## Développement de la musique américaine

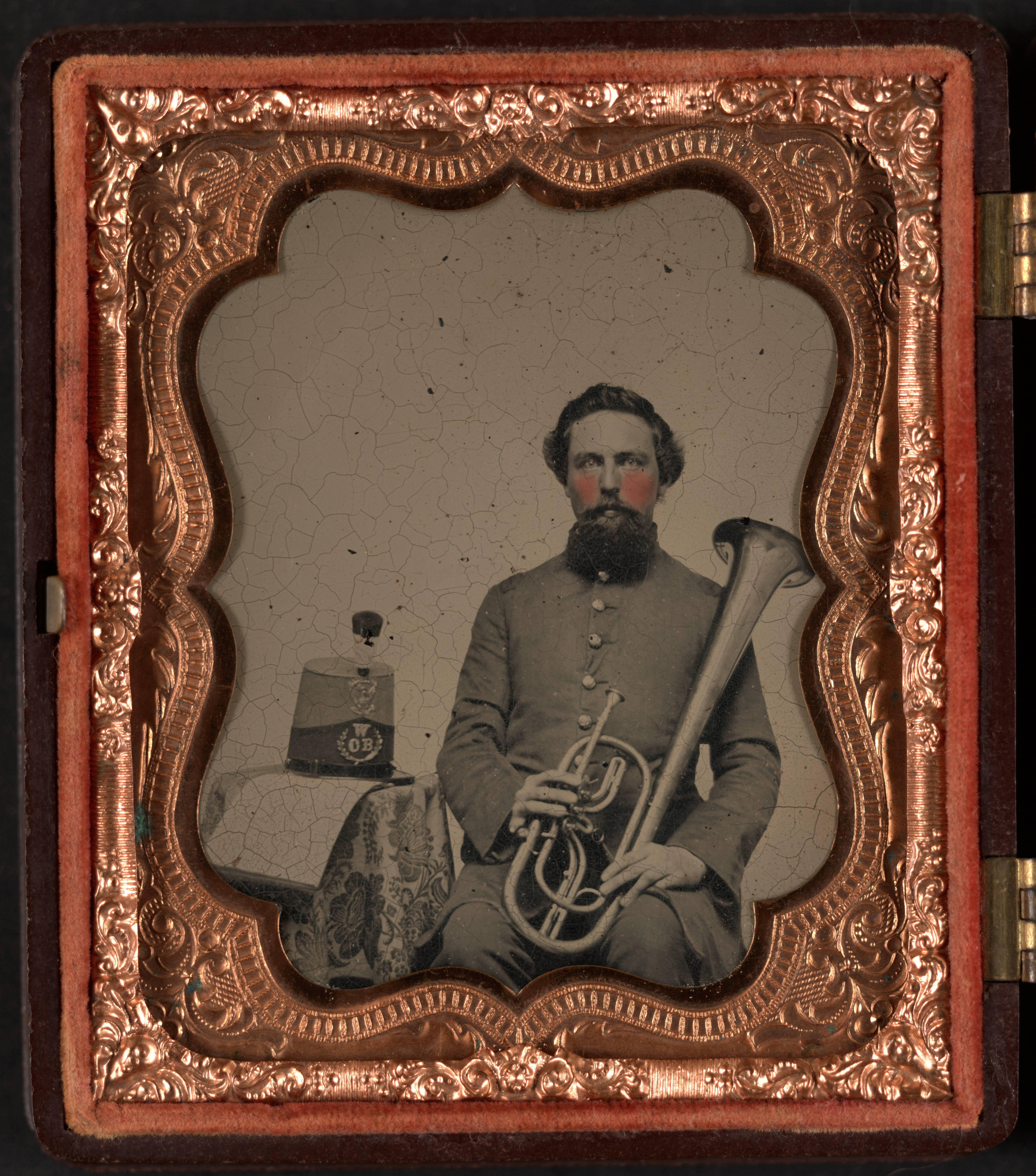
Soldat non identifié de la Co. H, 13e Régiment d'infanterie de Virginie, en uniforme avec un saxhorn sur l'épaule.

La guerre de Sécession fut une période importante dans le développement de la musique américaine. Pendant la guerre, des soldats de tout le pays se mélangèrent, les multiples genres de la musique américaine commencèrent alors à se fertiliser mutuellement, un processus facilité par l'industrie ferroviaire en plein essor et d'autres développements technologiques qui facilitaient les voyages et les communications. Les unités militaires comprenaient des individus de tout le pays, et ils échangèrent rapidement leurs mélodies, instruments et techniques. Les chansons issues de cette fusion étaient « les premières musiques folks américaines avec leurs caractéristiques perceptibles qui peuvent être considérées comme uniques à l'Amérique ». La guerre a donné de l’impulsion à la création de nombreuses chansons qui sont devenues et sont restées extrêmement populaires ; les chansons étaient suscitées par « tous genres de passions (que la guerre de Sécession a inspirées) » et « faisaient écho et re-écho » à tous les aspects de la guerre. John Tasker Howard affirma que les chansons de cette époque « pouvaient être arrangées dans un ordre approprié pour former une véritable histoire des conflits : ses événements, ses personnages principaux, ainsi que les idéaux et principes des parties opposées ».
De plus, et en conjonction avec les chansons populaires à ferveur patriotique, l'époque de la guerre de Sécession produisit également un grand nombre de pièces de fanfare, venant à la fois du Nord et du Sud, ainsi que d'autres traditions musicales militaires comme le la sonnerie « Taps » au clairon.

## Règlementations

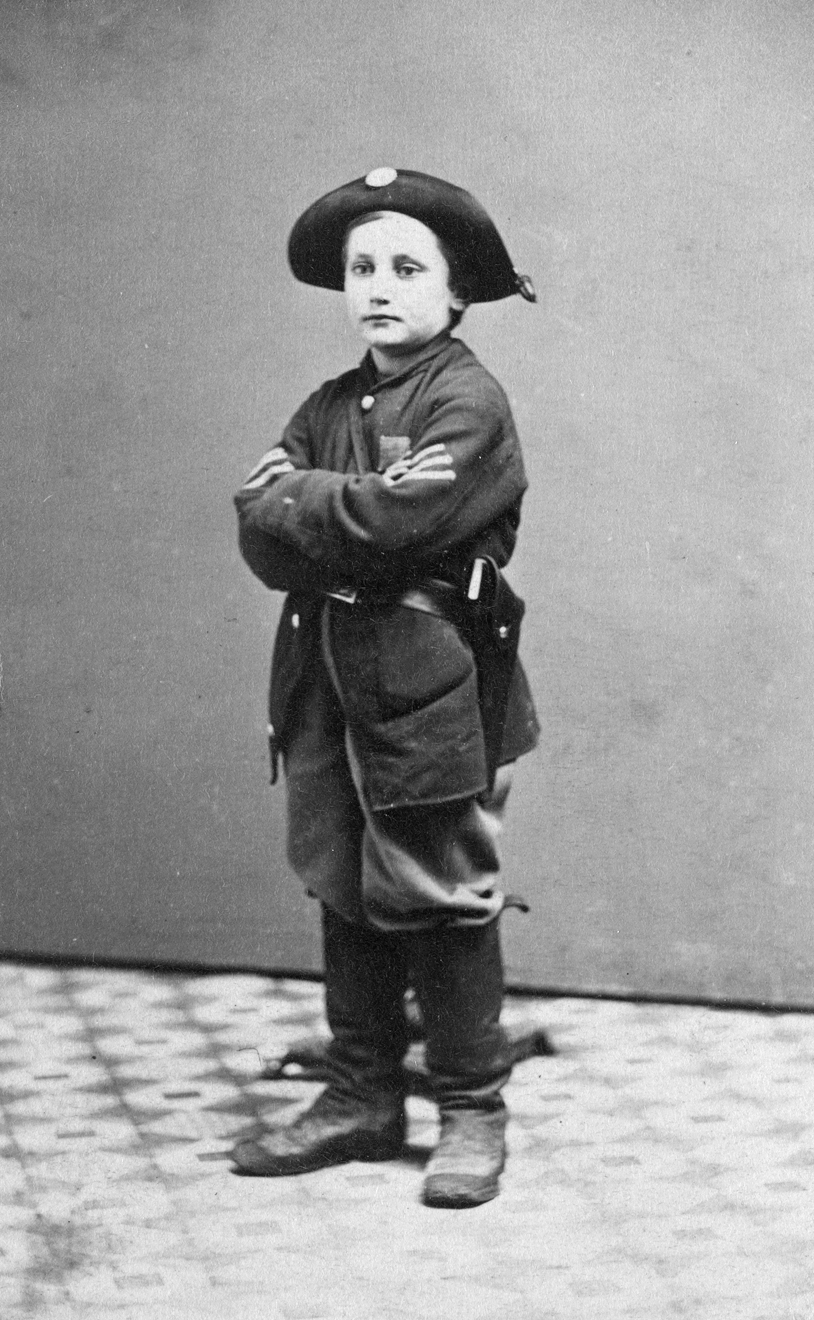
John Clem, un garçon batteur de l'Union âgé de douze ans.

En mai 1861, le Département de la Guerre des États-Unis approuva officiellement que chaque régiment d'infanterie et d'artillerie pouvait avoir une fanfare de 24 membres, tandis qu'un régiment de cavalerie pouvait en avoir une de seize membres. L'armée confédérée aura également des fanfares. Cela fut suivi par un règlement de l'armée de l'Union en juillet 1861 exigeant que chaque compagnie d'infanterie, d'artillerie ou de cavalerie ait deux musiciens et qu'il y ait une fanfare de vingt-quatre hommes pour chaque régiment. La réglementation de juillet 1861 fut de plus en plus ignorée à mesure que la guerre se prolongeait, les fusiliers étant plus nécessaires que les musiciens. En juillet 1862, les fanfares de l'Union furent démontées par l'adjudant général, même si les soldats qui les composaient étaient parfois réenrôlés et affectés à des rôles de musiciens. Une enquête réalisée en octobre 1861 a révélé que 75 % des régiments de l'Union avaient une fanfare. En décembre 1861, l'armée de l'Union comptait 28 000 musiciens répartis dans 618 orchestres ; un ratio d'un soldat sur 41 ayant servi dans l'armée était un musicien, et l'armée confédérée semblait en avoir un similaire,. Les musiciens bénéficiaient souvent de privilèges spéciaux. Le général de l'Union Philip Sheridan donna à ses bandes de cavalerie les meilleurs chevaux et uniformes spéciaux, estimant que « la musique avait fait sa part, et plus que sa part, dans la victoire de cette guerre ».
Les musiciens sur le champ de bataille étaient des batteurs et des trompettistes, accompagnés occasionnellement d'un joueur de fifre. Les trompettistes devaient apprendre 49 appels distincts uniquement pour l'infanterie, et plus encore pour la cavalerie. Celles-ci allaient des ordres de combat aux appels à l'heure du repas,. Certains de ces musiciens requis étaient des batteurs qui n'étaient même pas adolescents, permettant à un autre homme adulte de devenir fantassin. Le plus remarquable de ces musiciens mineurs était John Clem, également connu sous le nom de « Johnny Shiloh ». Les batteurs de l'Union portaient des sangles blanches pour soutenir leurs tambours. Les batteurs et les chefs d'orchestres portaient des baudriers pour indiquer leur statut ; après la guerre, ce style sera imité dans les groupes de musique civils. Les batteurs marchaient à droite d'une colonne en marche. Semblables aux trompettistes, les batteurs devaient apprendre 39 rythmes différents : 14 pour un usage général et 24 pour la cadence de marche. Cependant, les trompettistes avaient une plus grande importance que les batteurs,.

## Sur le champ de bataille
Des chansons entières étaient parfois jouées lors des batailles. Les survivants de la désastreuse Charge de Pickett revinrent sur l'air de « Plus près de toi, mon Dieu ». Lors de la bataille de Five Forks, les musiciens de l'Union, sous les ordres de Sheridan, jouèrent la chanson de ménestrel « Nelly Bly » de Stephen Foster, alors qu'ils se faisaient tirer dessus sur les lignes de front. Samuel P. Heintzelman, le commandant du IIIe Corps, vit plusieurs de ses musiciens debout sur les lignes arrière lors de la bataille de Williamsburg et leur ordonna de jouer n'importe quoi. Leur musique rallia les forces de l'Union, obligeant les Confédérés à se retirer. Il été dit que la musique équivalait à « mille hommes » à ses côtés. Robert E. Lee lui-même déclara : « Je ne pense pas que nous puissions avoir une armée sans musique ».
Parfois, les musiciens recevaient l'ordre de quitter le champ de bataille et d'aider les chirurgiens. Un moment marquant fut celui des musiciens du 20e régiment d'infanterie volontaire du Maine à Little Round Top. Alors que le reste du régiment repoussait les Confédérés vagues après vagues, les musiciens ne se contentaient pas d'effectuer des amputations, mais ils le faisaient en plus très rapidement,,.

## Au camp

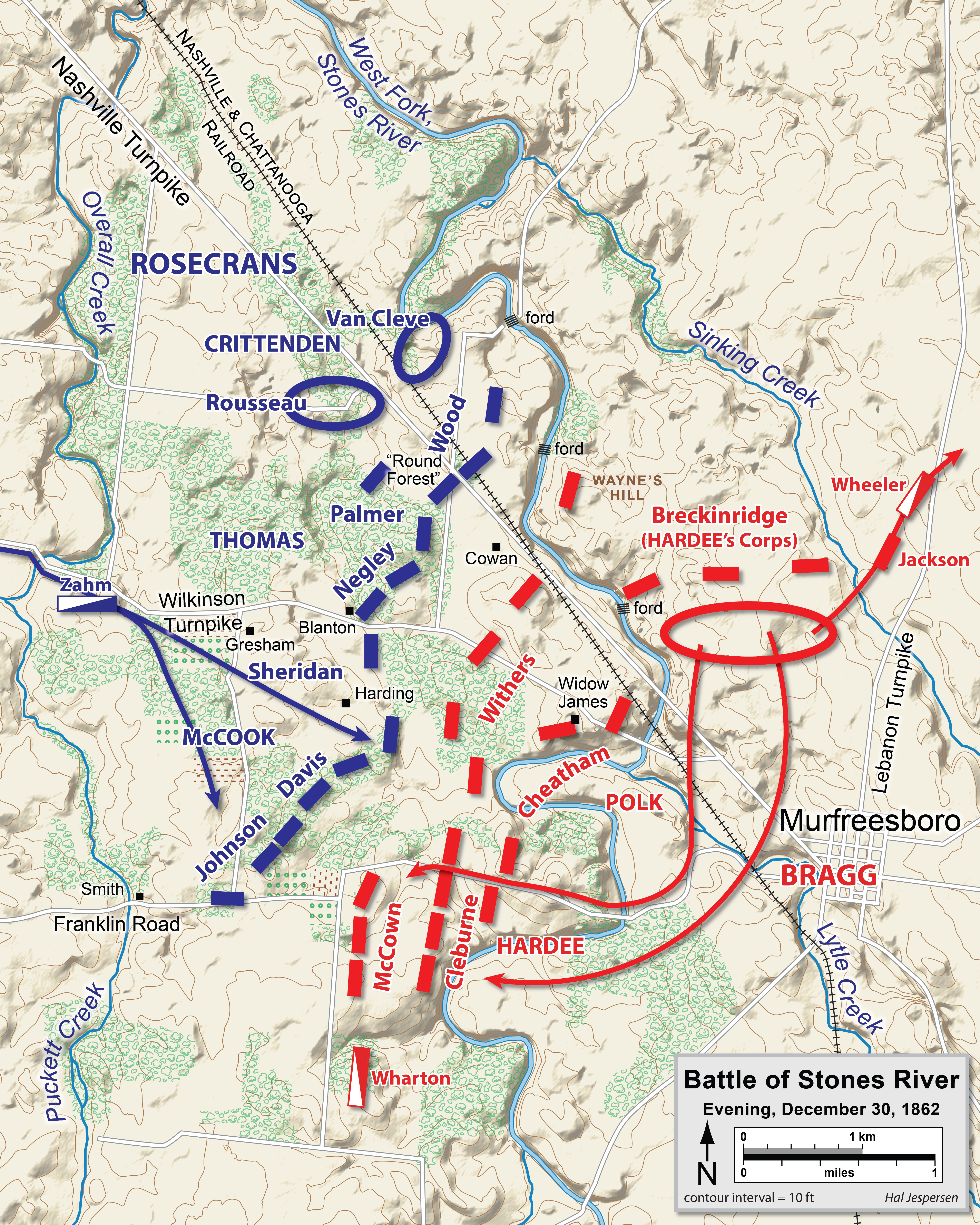
Localisations des différents camps la nuit du duel de groupes de musique avant la bataille de Stones River.

De nombreux soldats rapportaient des instruments de musique de chez eux pour passer le temps au camp. Les banjos, les violons et les guitares étaient particulièrement populaires. Mis à part les tambours, les instruments joués par les Confédérés furent acquis soit avant la guerre, soit importés en raison du manque de cuivres et d'industrie pour fabriquer de tels instruments,,.
Les duels musicaux entre les deux camps étaient fréquents, comme ils s'entendaient quand la musique se diffusait à travers la campagne. La nuit précédant la bataille de Stones River, les groupes des deux côtés se battirent avec des chansons différentes jusqu'à ce que les deux camps commencent à jouer « Home! Sweet Home ! », moment auquel les soldats des deux côtés se mirent à chanter ensemble,. Une situation similaire se produisit à Fredericksburg, Virginie, au cours de l'hiver 1862 - 1863. Par un après-midi froid, un groupe de l'Union commença à jouer des airs patriotiques du Nord ; un autre du Sud répondit alors en jouant des airs patriotiques sudistes. Ce va-et-vient se poursuivi jusque tard dans la nuit, jusqu'à ce qu'à la fin les deux parties jouent « Home! Sweet Home ! » simultanément, sous les acclamations des forces des deux camps. Dans un troisième cas, au printemps 1863, les armées adverses se trouvaient sur les rives opposées de la rivière Rappahannock en Virginie, lorsque les différents camps jouèrent leurs airs patriotiques, un camp joua « Home! Sweet Home ! » en claquettes, puis l'autre se joignit à lui, créant des « acclamations » des deux côtés qui résonnèrent dans toute la vallée.
Les deux côtés chantèrent « Maryland, My Maryland », même si les paroles étaient légèrement différentes. Une autre chanson populaire pour les deux était « Lorena ». « When Johnny Comes Marching Home » fut écrit en 1863 par Patrick Gilmore, un immigrant irlandais, et fut également appréciée des deux côtés,.

## À l'intérieur du pays

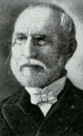
George F. Root.

La première chanson écrite pour la guerre, « The First Gun Is Fired », fut publiée et distribuée pour la première fois trois jours après la bataille de Fort Sumter. George F. Root, qui l'écrivit, est censé avoir produit le plus grand nombre de chansons sur la guerre : plus de 30 au total,. Lincoln écrivit une fois une lettre à Root disant : « Vous avez fait plus d'une centaine de généraux et un millier d'orateurs ». D'autres chansons jouèrent un rôle important pour convaincre les Blancs du Nord que les afro-américains étaient prêts à se battre et voulaient la liberté, comme par exemple « Babylon Is Fallen » de Henry Clay Work en 1883 ou « Sambo's Right to Be Kilt » de Charles Halpine.

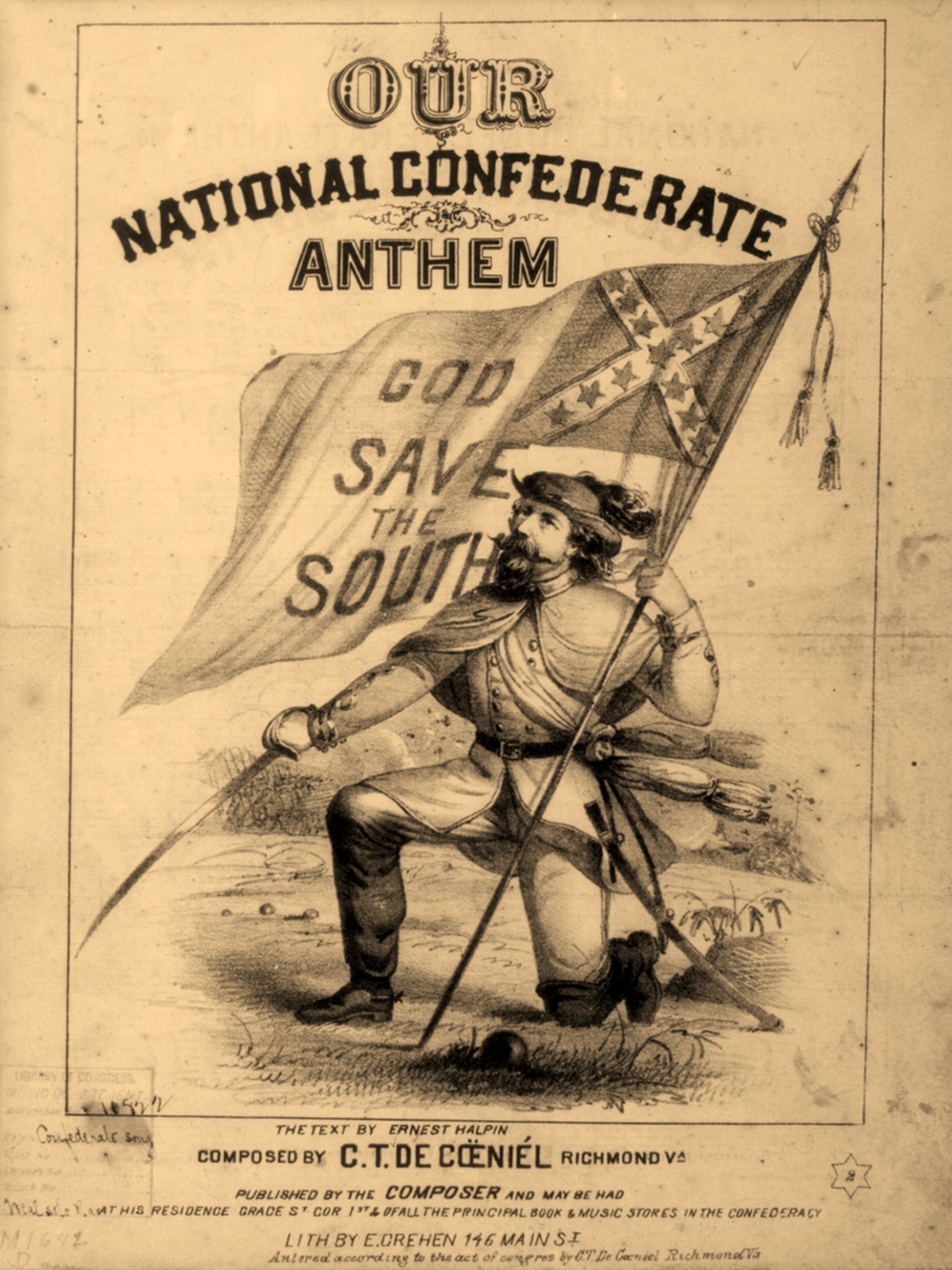
« God Save the South », rare illustration de couverture musicale, publiée par le composeur, C. T. De Cœniél à Richmond, Virginie.

Les États du Sud étaient depuis longtemps derrière les États du Nord en matière de production commune de littérature. Avec l’avènement de la guerre, les éditeurs du Sud étaient en demande. Ces éditeurs, basés en grande partie dans cinq villes (Charleston, Caroline du Sud ; Macon, Géorgie ; Mobile, Alabama ; Nashville, Tennessee ; et La Nouvelle-Orléans, Louisiane), produisirent cinq fois plus de musique imprimée que de littérature.
Dans les États confédérés d'Amérique, « God Save the South » était l'hymne national officiel. Cependant, « Dixie » était le plus populaire. Le président des États-Unis, Abraham Lincoln, déclara qu'il aimait « Dixie » et qu'il voulait l'entendre jouer, affirmant que « de même que nous avions capturé l'armée rebelle, nous avions également capturé la mélodie rebelle ». Lors d'un rassemblement le 9 avril 1865, le chef d'orchestre fut surpris lorsque Lincoln demanda que le groupe joue « Dixie ». Il déclara : « Cette chanson est désormais une propriété fédérale... c'est bien de montrer aux rebelles qu'avec nous au pouvoir, ils seront libres de l'entendre à nouveau ». L'autre important morceau était « The Bonnie Blue Flag » qui comme « Dixie » fut écrit en 1861, contrairement aux airs populaires de l'Union qui furent écrits tout au long de la guerre.

### Musique afro-américaine
La musique chantée par les Afro-Américains changea pendant la guerre. Le thème de fuir l'esclavage devint particulièrement important dans les negro spirituals chantés par les Noirs, à la fois par les esclaves chantant entre eux dans les plantations et par les Noirs libres et récemment libérés chantant devant un public blanc. De nouvelles versions de chansons telles que « Hail Mary », « Michael Row the Boat Ashore » et « Go Down Moses » mettent l'accent sur le message de liberté et le rejet de l'esclavage. De nombreuses nouvelles chansons d'esclaves furent également chantées, la plus populaire étant « Many Thousands Go », qui était fréquemment chantée par les esclaves fuyant les plantations vers les camps de l'armée de l'Union. Plusieurs tentatives furent faites pour publier des chants d’esclaves pendant la guerre. La première fut la publication de la partition de « Go Down Moses » par le révérend LC Lockwood en décembre 1861, basée sur son expérience avec les esclaves en fuite à Fort Monroe, Virginie, en septembre de la même année. En 1863, le Continental Monthly publia un échantillon de negro spirituals de Caroline du Sud dans un article intitulé « Under the Palmetto ».
Le colonel blanc du 1er régiment de volontaire de Caroline du Sud, Thomas Wentworth Higginson, nota que lorsque les Noirs savaient que les Blancs écoutaient, ils changeaient la façon dont ils chantés, et l'historien Christian McWhiter nota que les Afro-Américains « utilisaient leur musique pour remodeler les perceptions des Blancs et favoriser une nouvelle image d'une culture noire prospère et prête à la liberté ». À Port Royal, les esclaves en fuite apprirent l'hymne « Amérique » en secret, sans jamais le chanter devant des Blancs. Lorsque la Proclamation d'émancipation fut adoptée, une célébration eu lieu et, à la surprise des spectateurs blancs, les « contrebandiers » commencèrent à chanter l'hymne, utilisant la chanson pour exprimer leur nouveau statut. Les chansons blanches les plus populaires parmi les esclaves étaient « John Brown's Body » et « Kingdom Coming » de HC Work. À mesure que la guerre se poursuivait, les paroles chantées par les Afro-Américains changèrent, le flou et le langage codé étant abandonnés et incluant des expressions ouvertes sur leur nouveau rôles de soldats et de citoyens.
Les propriétaires d'esclaves du Sud réagirent en restreignant le chant dans les plantations et en emprisonnant les chanteurs en faveur de l'émancipation ou du Nord. Les partisans confédérés se tournèrent également vers la musique chantée par les esclaves pour trouver des signes de loyauté. Plusieurs groupes régimentaires confédérés comprenaient des esclaves, et les confédérés faisaient chanter et danser les esclaves pour montrer à quel point ils étaient heureux. L'interprète esclave Thomas Greene Bethune, connu sous le nom de Blind Tom, jouait fréquemment des chansons pro confédérées telles que « Maryland, My Maryland » ou « Dixie », et abandonnait « Yankee Doodle » de ses performances.

## Différentes versions
Bien que certaines chansons étaient identifiées à un aspect particulier de la guerre, il arrivait qu'un autre l'adapte à son usage. Une révision sudiste de « The Star-Spangled Banner » fut utilisée, intitulée « The Southern Cross ». On retrouve des paroles différentes, là où la « Bannière » avait « O dis, cette bannière étoilée flotte encore », la « Croix » avait « C'est la Croix du Sud, qui restera à jamais ». Une autre version confédérée de « The Star-Spangled Banner » appelée « The Flag of Secession », remplaça le même verset par « et le drapeau de la sécession agite en triomphe ». Même une chanson de la guerre d'indépendance américaine fut adaptée, puisque la mélodie de « Yankee Doodle » fut remplacée par « Dixie Doodle » et commençait par « Dixie a fouetté le vieux Yankee Doodle tôt le matin ». Le « Battle Cry of Freedom » de l'Union fut également modifié, les lignes originales de « L'Union pour toujours ! Hourra, les garçons, hourra ! A bas le traître, debout avec l'étoile » étant remplacées par « Notre Dixie pour toujours ! Elle ne perd jamais ! A bas l’aigle et à bas la croix ! ».
L'Union adapta aussi des chansons du Sud. Dans une variante nordiste de « Dixie », la phrase « J'aimerais être au pays du coton, les vieilles époques n'y sont pas oubliés, Regarde bien, regarde bien, regarde bien : Dixie Land » , fut remplacé par « Loin dans le Sud, au pays des traîtres, des serpents à sonnettes et des alligators, juste ici, reviens là, juste ici, reviens là ». « John Brown's Body » (intitulé à l'origine « John Brown ») fut écrite à l'origine pour un soldat de Fort Warren à Boston en 1861. Elle fut chantée sur l'air de « Glory, Hallelujah » et ensuite utilisée par Julia Ward Howe pour son célèbre poème, « Battle Hymn of the Republic ».

## Musique classique
- A Lincoln Portrait (1942), d'Aaron Copland, comme narrateur et chef d'orchestre. Le sujet sont les paroles de Lincoln. Contient des extraits de son discours annuel de 1862 au Congrès, des débats Lincoln-Douglas et du discours de Gettysburg. Le narrateur est généralement une personne distinguée que l'orchestre souhaite honorer ; parmi eux se trouvent Bill Clinton, Al Gore et Barack Obama.
- The Battle of Shiloh (1886), de CL Barnhouse, marche pour orchestre militaire. Le sujet est la bataille du même nom.
- Names from the War (1961), d'Alec Wilder, comme narrateur accompagné par chœur, bois et cuivres. Met en musique un long poème du même nom de l'historien de la guerre de Sécession Bruce Catton : 100 ans plus tard, il ne reste que les noms.

## Héritage

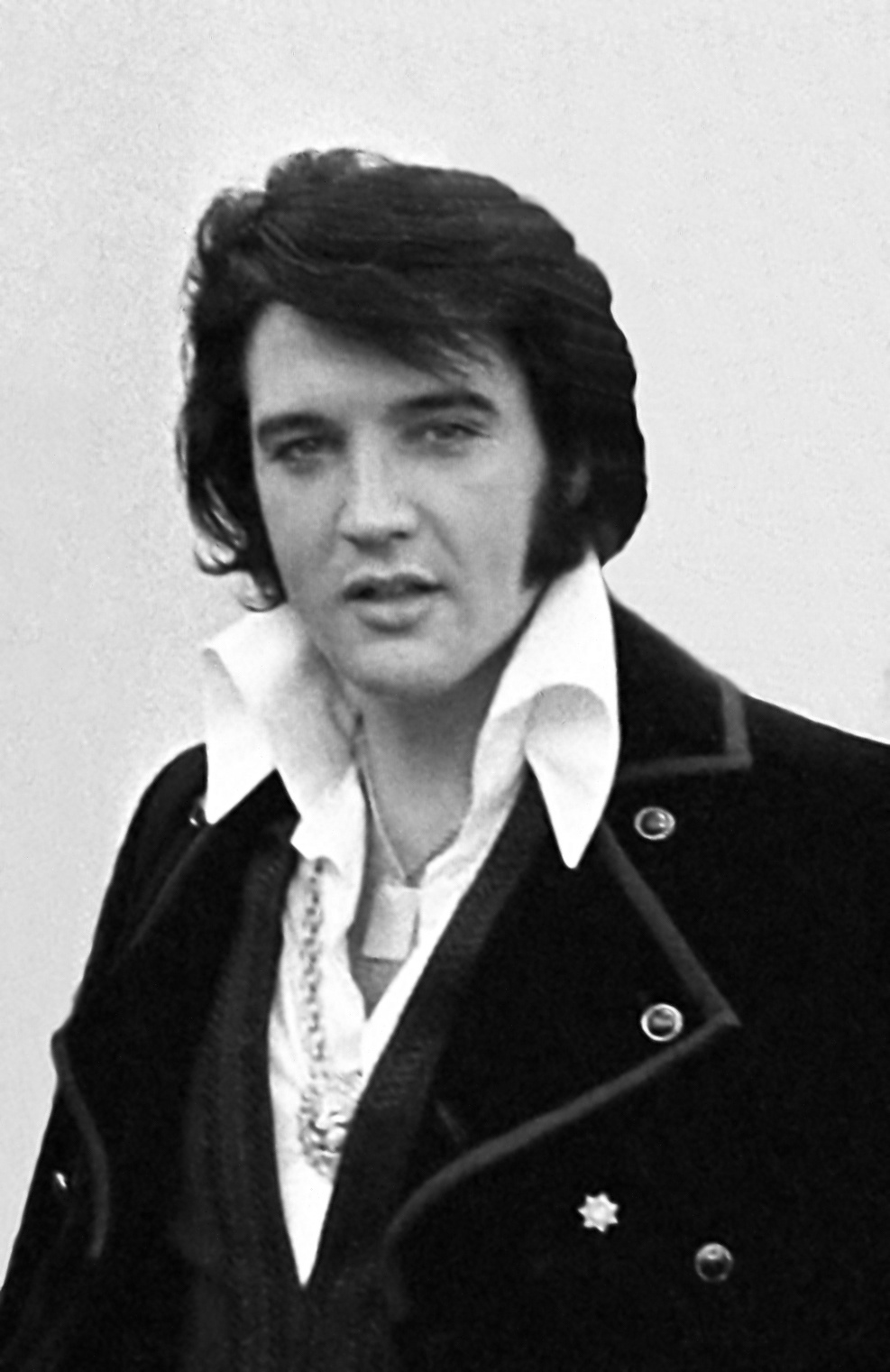
Elvis Presley

La musique issue de cette guerre fut plus abondante et plus variée que celle de toute autre guerre impliquant l’Amérique. Les chansons provenaient en effet de diverses sources. « Battle Hymn of the Republic » emprunta son air à une chanson chantée lors des renouveaux méthodistes. « Dixie » était une chanson de ménestrel que Daniel Emmett adapta de deux chanteurs noirs de l'Ohio nommés Snowden. Après la guerre de Sécession, les soldats américains continuèrent à chanter « Battle Hymn of the Republic » jusqu'à la Seconde Guerre mondiale.
Le style de musique du rock sudiste utilisa souvent le drapeau de bataille confédéré comme symbole du genre musical. « Sweet Home Alabama » de Lynyrd Skynyrd fut décrit comme un « exemple frappant d'une mythologie confédérée persistante dans la culture du Sud ».
Une ballade de la guerre, « Aura Lea », deviendra la base de la chanson « Love Me Tender » d'Elvis Presley. Presley chanta de même « An American Trilogy », qui fut décrit comme « lissant » All My Trials », « Battle Hymn of the Republic » et « Dixie » à la fois, bien que « Dixie » domine le morceau,.
En 2013, une compilation de musiciens populaires actuels, comme Jorma Kaukonen, Ricky Skaggs et Karen Elson, sortit avec le titre Divided & United: The Songs of the Civil War.

## Chansons publiées chaque année
p. = paroles par        m. = musique par

### 1861
- « The First Gun is Fired », p.m. George F. Root.
- « The Bonnie Blue Flag », p. Annie Chamber-Ketchum, m. Harry MacCarthy.
- « Dixie », p. Dan Emmett a. C. S. Grafully.
- « John Brown's Body », p. anonyme m. William Steffe (est devenue la chanson non officielle la plus populaire chez les soldats noirs).
- « Maryland, My Maryland », p. James Ryder Randall m. Walter de Mapers (Musique "Mini est Propositum" du XIIe siècle).
- « The Vacant Chair », p. Henry S. Washburne m. George Frederick Root.

### 1862
- « Here's Your Mule », p.m. C. D. Benson.
- « Battle Cry of Freedom », p.m. George F. Root.
- « Battle Hymn of the Republic », p. Julia Ward Howe.

### 1863

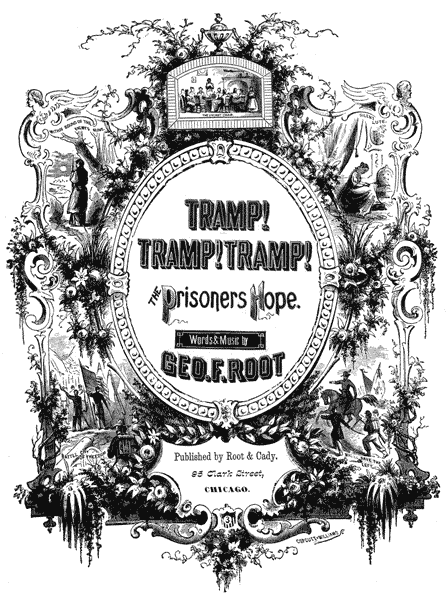
Couverture d'une publication de 1864 de la partition de «Tramp ! Tramp ! Tramp ! ».

- « All Quiet Along the Potomac Tonight », p.m. John Hill Hewitt.
- « Just Before the Battle, Mother », par George F. Root.
- « Mother Would Comfort Me », p.m. Charles C. Sawyer.
- « Tenting on the Old Camp Ground », p.m. Walter Kittredge.
- « Weeping Sad and Lonely », p. Charles Carroll Sawyer m. Henry Tucker.
- « When Johnny Comes Marching Home », par Patrick Gilmore.
- « You Are Going to the Wars, Willie Boy ! », p.m. John Hill Hewitt.
- « The Young Volunteer », p.m. John Hill Hewitt.

### 1864
- « Tramp ! Tramp ! Tramp ! (The Boys Are Marching) », p.m. George F. Root.
- « Pray, Maiden, Pray ! », p. A. W. Kercheval, m. A. J. Turner.

### 1865
- « Jeff in Pettycoats », p.m. Henry Tucker.
- « Marching Through Georgia », p.m. Henry Clay Work.
- « Good Bye, Old Glory », p. L. J. Bates, m. George Frederick Root.